# Ecopoesía
La ecopoesía ( Ecopoetry ) es un género particular de poesía que se ha desarrollado desde la última década del siglo XX en los países de habla inglesa, dentro de un movimiento poético inspirado en temas ecológicos .

## Los contenidos
El tema recurrente de los poemas de " Ecopoesía " es la naturaleza y su conservación.El ecopoeta no es el cantor de la Naturaleza de Arcadia o de la poesía bucólica clásica, pero es quien advierte, además de la belleza, los problemas que la trastornan. El encanto de un paisaje incontaminado sumerge al poeta en la paz de la unidad de la creación, pero al mismo tiempo le da la conciencia de sus propias responsabilidades para su conservación.
La “Ecopoesía” es pues un intento de expresar en verso la conciencia de esta interconexión con la naturaleza, así como el trabajo de quienes dibujan y devuelven emociones desde dentro, identificándose con los entes que la pueblan; el animal torturado, el árbol secular desarraigado, la Tierra entera hablan directamente y envían su mensaje de alarma o de dolor a través de los versos .
El poeta se convierte así en vocero de la emergencia ambiental y establece una nueva y igualitaria relación con la Naturaleza, pasando de la perspectiva antropocéntrica a la biocéntrica .Como escribe Jonathan Bate "El poeta debe tener la capacidad de devolvernos a la Tierra que es nuestro hogar" .
En "Ecopoesía", junto a la tradicional comunicación poética empática y puramente emocional, se encuentra el momento racional de tomar conciencia de la criticidad ambiental de nuestro planeta y la necesidad de ponerle remedio.
Se intenta así superar el prejuicio del pensamiento bipolar del siglo pasado que establecía una clara separación entre razón y creación artística .
Según el poeta canadiense Di Brandt, el haber separado estas dos realidades ha creado un conflicto esquizoide en la capacidad expresiva, conflicto que hoy debe ser subsanado a través del "reparative thinking", que es una forma interconectada de pensar y sentir, capaz de involucrar a la vez la racionalidad y los sentimientos y generar una expresión artística multidimensional cercana a la sensibilidad y formación cultural de los hombres de hoy.
La poesía, con el poder de sus sugestiones, debe recuperar así su papel de comunicadora de emociones colectivas.

## Forma
La "Ecopoesía" también se caracteriza por su especificidad en la forma expresiva. Su forma poética se inscribe en una realidad caracterizada por la globalización y la interculturalidad y, deliberadamente, utiliza una comunicación poética sencilla y clara, comprensible para todas las culturas -por lo tanto también fácilmente traducible- para difundir entre un público cada vez más amplio.

## La difusión
La “Ecopoesía” se ha asentado sobre todo en el mundo de la cultura anglosajona, donde la tranversalidad de la lengua, la mayor sensibilidad hacia los problemas medioambientales, ha hecho que este movimiento cultural se propague rápidamente desde los Estados Unidos a la India, Australia y Canadá, entre otros países. Y es precisamente en Canadá, en la "Brandon University", que nació una cátedra de investigación sobre "Ecopoesía y Poesía Post-postmoderna".
Los poetas estadounidenses Gary Snyder, ensayista, escritor y activista ambiental, y la poeta Mary Oliver, cuya poesía de la Naturaleza es sin duda una de las más inspiradas, pueden ser considerados entre los precursores de la Ecopoesía. Entre los exponentes más recientes: el poeta y científico Mario Petrucci y John Burnside y Alice Oswald .
Existen revistas literarias sobre el tema, entre las cuales la más conocida y difundida es “Ecopoética”  editada por Jonathan Skinner .
El texto de crítica literaria, " Ecopoetry - A Critical Introduction " de Scott Bryson, profesor de literatura inglesa en el "Mount St. Mary's College"  de Los Ángeles y uno de los críticos literarios más autorizados y expertos en ecopoesía, es fundamental . Actualmente prepara una nueva antología de ecopoemas y biografías de ecopoetas.
De considerable importancia también son las dos colecciones poéticas y las numerosas antologías de Neil Astley (autor inglés y director de la editorial "Bloodaxe Books ", que fundó en 1978 )  y en particular la publicada en 2007, titulada "Earth Shattering - Ecopoemas".

## Artículos relacionados
- Gary Snyder
- Di Brandt
- Mario Petrucci
- Helen moore

- Datos: Q3718743